# Flux (comics)
Pour les articles homonymes, voir Flux.
 (novembre 2024).
Si vous disposez d'ouvrages ou d'articles de référence ou si vous connaissez des sites web de qualité traitant du thème abordé ici, merci de compléter l'article en donnant les références utiles à sa vérifiabilité et en les liant à la section « Notes et références ».
Flux est un personnage de fiction appartenant à l'univers de Marvel Comics, apparu pour la première fois dans le comic book Incredible Hulk #17.

## Biographie du personnage
Benny Tibbet est un soldat de première classe. Il faisait partie d'une troupe de soldats ayant été exposés à une bombe gamma par le général Ryker, qui souhaitait observer ses effets sur des humains. Tibbet est le seul à en être sorti vivant.
Depuis cette expérience, Benny Tibbet peut se transformer en créature verte et monstrueuse, d'une puissance comparable à celle de Hulk, mais avec une apparence plus difforme : il a parfois un bras plus mince que l'autre, son front et ses articulations sont beaucoup plus prononcés et sa transformation est plus erratique.
Convaincu par le général Ryker que Banner est responsable de son état et a vendu la technologie gamma aux Irakiens, Benny a été envoyé affronter l'incroyable Hulk. Par la suite Bruce Banner réussit à le convaincre du contraire.
Plus tard, durant le crossover World War Hulk: Gamma Corps, Benny fut tué par Grey, le frère de Glenn Talbot qui avait subi le même genre de transformation que Hulk.

## Pouvoirs et capacités
Flux peut soulever bien au-delà de 100 tonnes et le prouve en arrêtant un coup de poing de Hulk. Il est pratiquement invulnérable et ne craint ni la chaleur extrême ni le froid. Il est aussi immunisé contre toutes les maladies terrestres. Même blessé, ses tissus se régénèrent très rapidement. Toutefois, sa force ne s'accroît pas proportionnellement à sa colère à l'inverse de Hulk.